# Slottsskogen
Slottsskogen is een plaats in de gemeente Håbo in het landschap Uppland en de provincie Uppsala län in Zweden. De plaats heeft 1431 inwoners (2005) en een oppervlakte van 160 hectare.